# Peter Travers

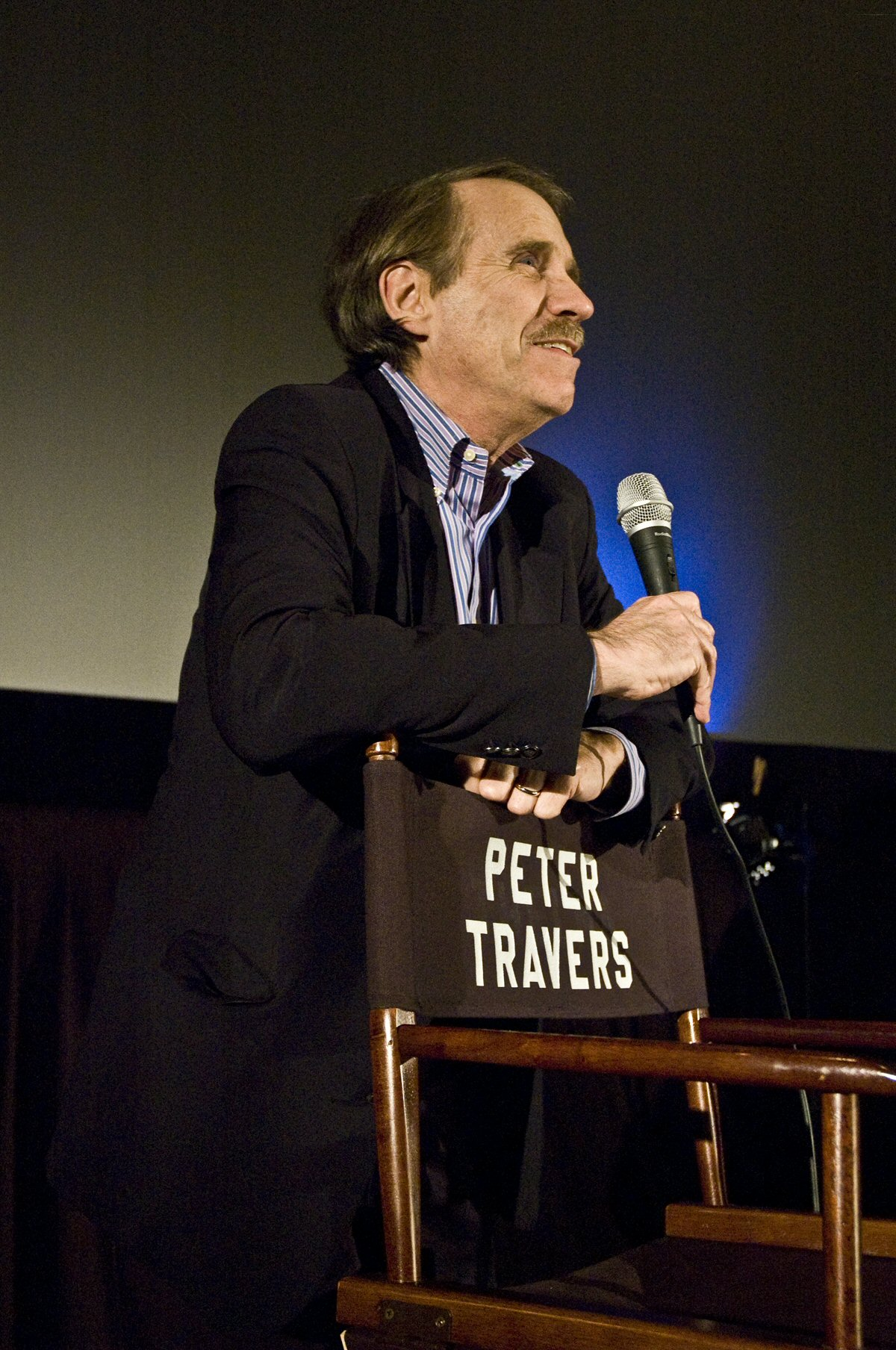
Pat Travers (2008)

Peter Travers ist ein US-amerikanischer Filmkritiker, der zunächst von 1985 bis 1989 für die Zeitschrift People schrieb und seitdem für das Rolling Stone Magazine tätig ist.

## Bewertungen
Seit Beginn seiner Tätigkeit für den Rolling Stone gab Travers 3455 Bewertungen (Stand: Mai 2014). Diese rangieren von 0 Sternen (=schlechteste Wertung) bis zu 4 Sternen (=beste Wertung).

### Erstplatzierte Filme einzelner Jahre
- 1989: Do the Right Thing (Regie: Spike Lee)
- 1990: Goodfellas (Martin Scorsese)
- 1991: Das Schweigen der Lämmer (Jonathan Demme)
- 1992: The Player (Robert Altman)
- 1993: Short Cuts (Robert Altman)
- 1994: Pulp Fiction (Quentin Tarantino)
- 1995: Schnappt Shorty (Barry Sonnenfeld)
- 1996: Larry Flynt (Miloš Forman)
- 1997: Titanic (James Cameron)
- 1998: Die Truman Show (Peter Weir)
- 1999: American Beauty (Sam Mendes)
- 2000: Tiger and Dragon (Ang Lee)
- 2001: "Hollywood-Liste": Der Herr der Ringe: Die Gefährten (Peter Jackson); "Indiewood-Liste" (eigentliche Liste): Memento (Christopher Nolan)
- 2002: Gangs of New York (Martin Scorsese)
- 2003: Mystic River (Clint Eastwood)
- 2004: Sideways (Alexander Payne)
- 2005: A History of Violence (David Cronenberg)
- 2006: Departed (Martin Scorsese)[2]
- 2007: No Country for Old Men (Ethan und Joel Coen)[3]
- 2008: Milk (Gus Van Sant)[4]
- 2009: Precious (Lee Daniels)[5]
- 2010: The Social Network (David Fincher)[6]
- 2011: Drive (Nicolas Winding Refn)[7]
- 2012: The Master (Paul Thomas Anderson)[8]
- 2013: 12 Years a Slave (Steve McQueen)[9]